# Saut en hauteur féminin aux Jeux olympiques d'été de 1964
Navigation
Rome 1960 Mexico 1968
L'épreuve du saut en hauteur féminin aux Jeux olympiques de 1964 s'est déroulée le 15 octobre 1964 au Stade olympique national de Tokyo, au Japon.  Elle est remportée par la Roumaine Iolanda Balaș.

## Résultats

### Finale
| Rang               | Athlète                | Pays                       | 1,55 | 1,60 | 1,65 | 1,68 | 1,71 | 1,74 | 1,76 | 1,78 | 1,80 | 1,82 | 1,86 | 1,90 | Marque | Note |
| ------------------ | ---------------------- | -------------------------- | ---- | ---- | ---- | ---- | ---- | ---- | ---- | ---- | ---- | ---- | ---- | ---- | ------ | ---- |
| Médaille d'or      | Iolanda Balaș          | Roumanie                   | –    | –    | O    | –    | O    | –    | O    | O    | O    | O    | O    | O    | 1,90   | OR   |
| Médaille d'argent  | Michele Brown          | Australie                  | –    | –    | O    | –    | O    | –    | O    | XO   | XO   | XXX  |      |      | 1,80   |      |
| Médaille de bronze | Taïsiya Chenchyk       | Union soviétique           | –    | –    | O    | O    | XO   | O    | XXO  | O    | XXX  |      |      |      | 1,78   |      |
| 4                  | Aída dos Santos        | Brésil                     | –    | O    | O    | O    | O    | O    | XXX  |      |      |      |      |      | 1,74   |      |
| 5                  | Dianne Gerace          | Canada                     | –    | –    | O    | –    | O    | XXX  |      |      |      |      |      |      | 1,71   |      |
| 6                  | Frances Slaap          | Grande-Bretagne            | –    | –    | O    | O    | O    | XXX  |      |      |      |      |      |      | 1,71   |      |
| 7                  | Olga Gere              | Yougoslavie                | –    | O    | O    | O    | O    | XXX  |      |      |      |      |      |      | 1,71   |      |
| 8                  | Eleanor Montgomery     | États-Unis                 | –    | –    | XO   | XO   | O    | XXX  |      |      |      |      |      |      | 1,71   |      |
| 9                  | Karin Rüger            | Équipe unifiée d’Allemagne | –    | O    | XO   | XO   | XO   | XXX  |      |      |      |      |      |      | 1,71   |      |
| 10                 | Jarosława Jóźwiakowska | Pologne                    | –    | O    | O    | XO   | XXO  | XXX  |      |      |      |      |      |      | 1,71   |      |
| 11                 | Robyn Woodhouse        | Australie                  | O    | O    | O    | XO   | XXO  | XXX  |      |      |      |      |      |      | 1,71   |      |
| 12                 | Gerda Kupferschmied    | Équipe unifiée d’Allemagne | –    | O    | O    | O    | XXX  |      |      |      |      |      |      |      | 1,68   |      |
| 13                 | Leena Kaarna           | Finlande                   | O    | XO   | XO   | XXX  |      |      |      |      |      |      |      |      | 1,65   |      |
| NC                 | Ulla Flegel            | Autriche                   | –    | –    | XXX  |      |      |      |      |      |      |      |      |      | NM     |      |
| NC                 | Terrezene Brown        | États-Unis                 | –    | –    | XXX  |      |      |      |      |      |      |      |      |      | NM     |      |